# Кузовков, Александр Сергеевич
Алекса́ндр Серге́евич Кузовко́в (27 февраля 1953, посёлок Бухта Провидения, Магаданская область) — российский, ранее советский, шахматный композитор, международный гроссмейстер по шахматной композиции (1995), гроссмейстер России (1999), международный арбитр (2017).
Многократный победитель и призёр чемпионатов мира и кубков мира, чемпионатов СССР и России как в командном, так и в личном зачётах. Автор теоретических статей по шахматной композиции, редактор рубрики о шахматной композиции в журнале 64 — Шахматное обозрение.
С 1970 года опубликовал около 500 композиций разных жанров, преимущественно трёх- и многоходовки. Призами отмечено 300 задач, в том числе 100 первых призов. Рейтинг в Альбомах ФИДЕ на 24 августа 2023 года — 295,67 балла.

## Достижения
- Победитель и многократный призёр индивидуальных чемпионатов мира (WCCI) 
  - WCCI 8 (2019—2021) — 1-е место по разделам трёх- и многоходовок
- Семикратный чемпион мира в составе сборной СССР (WCCT 2, 3, 4) и России (WCCT 6, 8, 9, 10)[6]
- Победитель Кубка мира 2011[7], 2015[8], 2017[9], 2019[10] и 2020[11] годов.
- Трёхкратный чемпион СССР в личном первенстве: 
  - в 16-м чемпионате — 1-е место по трёхходовкам и 1-е по многоходовкам,
  - в 19-м чемпионате — 1-е место по трёхходовкам.
- Восьмикратный чемпион России в личном первенстве: 
  - 12-й чемпионат — 1-е место по трёхходовкам,
  - 13-й чемпионат — 1-е место по трёхходовкам,
  - 19-й чемпионат — 1-е место по трёхходовкам и 1-е место по многоходовкам,
  - 20-й чемпионат — 1-е место по многоходовкам,
  - 21 чемпионат — 1 место по многоходовкам[12],
  - 22 чемпионат — 1-е место по трёхходовкам и 1-е место по многоходовкам[13].

## Семья
- Дети: Евгения (1980 г.р.), Татьяна (1986 г.р.), Александр (1989 г.р.) [источник не указан 3261 день]
- Внучки: София (2014 г.р.), Марта (2014 г.р.), внук Марк (2015 г.р.) [источник не указан 3261 день]

## Награды
- Медаль Московской области «За труды и усердие» [источник не указан 3261 день]
- Медаль Московской Епархии Русской Православной Церкви «За жертвенные труды» [источник не указан 3261 день]
- Медаль Министерства физической культуры и спорта Московской области «Спортивная доблесть 3 степени»[14]

## Задачи
|   | a | b | c | d | e | f | g | h |   |
| - | --- | --- | --- | --- | --- | --- | --- | --- | - |
| 8 | c8 чёрный слон · f8 чёрная ладья · a7 белый король · c7 чёрная пешка · e7 чёрная пешка · h7 белый слон · f6 белая ладья · h6 белый ферзь · c5 чёрный конь · d5 чёрная пешка · f5 белая пешка · b4 белая ладья · c4 белый конь · e4 чёрный король · c3 чёрная пешка · e3 чёрная пешка · g3 белая пешка · e2 белая пешка · g2 чёрный конь · a1 чёрный слон · f1 чёрная ладья | c8 чёрный слон · f8 чёрная ладья · a7 белый король · c7 чёрная пешка · e7 чёрная пешка · h7 белый слон · f6 белая ладья · h6 белый ферзь · c5 чёрный конь · d5 чёрная пешка · f5 белая пешка · b4 белая ладья · c4 белый конь · e4 чёрный король · c3 чёрная пешка · e3 чёрная пешка · g3 белая пешка · e2 белая пешка · g2 чёрный конь · a1 чёрный слон · f1 чёрная ладья | c8 чёрный слон · f8 чёрная ладья · a7 белый король · c7 чёрная пешка · e7 чёрная пешка · h7 белый слон · f6 белая ладья · h6 белый ферзь · c5 чёрный конь · d5 чёрная пешка · f5 белая пешка · b4 белая ладья · c4 белый конь · e4 чёрный король · c3 чёрная пешка · e3 чёрная пешка · g3 белая пешка · e2 белая пешка · g2 чёрный конь · a1 чёрный слон · f1 чёрная ладья | c8 чёрный слон · f8 чёрная ладья · a7 белый король · c7 чёрная пешка · e7 чёрная пешка · h7 белый слон · f6 белая ладья · h6 белый ферзь · c5 чёрный конь · d5 чёрная пешка · f5 белая пешка · b4 белая ладья · c4 белый конь · e4 чёрный король · c3 чёрная пешка · e3 чёрная пешка · g3 белая пешка · e2 белая пешка · g2 чёрный конь · a1 чёрный слон · f1 чёрная ладья | c8 чёрный слон · f8 чёрная ладья · a7 белый король · c7 чёрная пешка · e7 чёрная пешка · h7 белый слон · f6 белая ладья · h6 белый ферзь · c5 чёрный конь · d5 чёрная пешка · f5 белая пешка · b4 белая ладья · c4 белый конь · e4 чёрный король · c3 чёрная пешка · e3 чёрная пешка · g3 белая пешка · e2 белая пешка · g2 чёрный конь · a1 чёрный слон · f1 чёрная ладья | c8 чёрный слон · f8 чёрная ладья · a7 белый король · c7 чёрная пешка · e7 чёрная пешка · h7 белый слон · f6 белая ладья · h6 белый ферзь · c5 чёрный конь · d5 чёрная пешка · f5 белая пешка · b4 белая ладья · c4 белый конь · e4 чёрный король · c3 чёрная пешка · e3 чёрная пешка · g3 белая пешка · e2 белая пешка · g2 чёрный конь · a1 чёрный слон · f1 чёрная ладья | c8 чёрный слон · f8 чёрная ладья · a7 белый король · c7 чёрная пешка · e7 чёрная пешка · h7 белый слон · f6 белая ладья · h6 белый ферзь · c5 чёрный конь · d5 чёрная пешка · f5 белая пешка · b4 белая ладья · c4 белый конь · e4 чёрный король · c3 чёрная пешка · e3 чёрная пешка · g3 белая пешка · e2 белая пешка · g2 чёрный конь · a1 чёрный слон · f1 чёрная ладья | c8 чёрный слон · f8 чёрная ладья · a7 белый король · c7 чёрная пешка · e7 чёрная пешка · h7 белый слон · f6 белая ладья · h6 белый ферзь · c5 чёрный конь · d5 чёрная пешка · f5 белая пешка · b4 белая ладья · c4 белый конь · e4 чёрный король · c3 чёрная пешка · e3 чёрная пешка · g3 белая пешка · e2 белая пешка · g2 чёрный конь · a1 чёрный слон · f1 чёрная ладья | 8 |
| 7 | c8 чёрный слон · f8 чёрная ладья · a7 белый король · c7 чёрная пешка · e7 чёрная пешка · h7 белый слон · f6 белая ладья · h6 белый ферзь · c5 чёрный конь · d5 чёрная пешка · f5 белая пешка · b4 белая ладья · c4 белый конь · e4 чёрный король · c3 чёрная пешка · e3 чёрная пешка · g3 белая пешка · e2 белая пешка · g2 чёрный конь · a1 чёрный слон · f1 чёрная ладья | c8 чёрный слон · f8 чёрная ладья · a7 белый король · c7 чёрная пешка · e7 чёрная пешка · h7 белый слон · f6 белая ладья · h6 белый ферзь · c5 чёрный конь · d5 чёрная пешка · f5 белая пешка · b4 белая ладья · c4 белый конь · e4 чёрный король · c3 чёрная пешка · e3 чёрная пешка · g3 белая пешка · e2 белая пешка · g2 чёрный конь · a1 чёрный слон · f1 чёрная ладья | c8 чёрный слон · f8 чёрная ладья · a7 белый король · c7 чёрная пешка · e7 чёрная пешка · h7 белый слон · f6 белая ладья · h6 белый ферзь · c5 чёрный конь · d5 чёрная пешка · f5 белая пешка · b4 белая ладья · c4 белый конь · e4 чёрный король · c3 чёрная пешка · e3 чёрная пешка · g3 белая пешка · e2 белая пешка · g2 чёрный конь · a1 чёрный слон · f1 чёрная ладья | c8 чёрный слон · f8 чёрная ладья · a7 белый король · c7 чёрная пешка · e7 чёрная пешка · h7 белый слон · f6 белая ладья · h6 белый ферзь · c5 чёрный конь · d5 чёрная пешка · f5 белая пешка · b4 белая ладья · c4 белый конь · e4 чёрный король · c3 чёрная пешка · e3 чёрная пешка · g3 белая пешка · e2 белая пешка · g2 чёрный конь · a1 чёрный слон · f1 чёрная ладья | c8 чёрный слон · f8 чёрная ладья · a7 белый король · c7 чёрная пешка · e7 чёрная пешка · h7 белый слон · f6 белая ладья · h6 белый ферзь · c5 чёрный конь · d5 чёрная пешка · f5 белая пешка · b4 белая ладья · c4 белый конь · e4 чёрный король · c3 чёрная пешка · e3 чёрная пешка · g3 белая пешка · e2 белая пешка · g2 чёрный конь · a1 чёрный слон · f1 чёрная ладья | c8 чёрный слон · f8 чёрная ладья · a7 белый король · c7 чёрная пешка · e7 чёрная пешка · h7 белый слон · f6 белая ладья · h6 белый ферзь · c5 чёрный конь · d5 чёрная пешка · f5 белая пешка · b4 белая ладья · c4 белый конь · e4 чёрный король · c3 чёрная пешка · e3 чёрная пешка · g3 белая пешка · e2 белая пешка · g2 чёрный конь · a1 чёрный слон · f1 чёрная ладья | c8 чёрный слон · f8 чёрная ладья · a7 белый король · c7 чёрная пешка · e7 чёрная пешка · h7 белый слон · f6 белая ладья · h6 белый ферзь · c5 чёрный конь · d5 чёрная пешка · f5 белая пешка · b4 белая ладья · c4 белый конь · e4 чёрный король · c3 чёрная пешка · e3 чёрная пешка · g3 белая пешка · e2 белая пешка · g2 чёрный конь · a1 чёрный слон · f1 чёрная ладья | c8 чёрный слон · f8 чёрная ладья · a7 белый король · c7 чёрная пешка · e7 чёрная пешка · h7 белый слон · f6 белая ладья · h6 белый ферзь · c5 чёрный конь · d5 чёрная пешка · f5 белая пешка · b4 белая ладья · c4 белый конь · e4 чёрный король · c3 чёрная пешка · e3 чёрная пешка · g3 белая пешка · e2 белая пешка · g2 чёрный конь · a1 чёрный слон · f1 чёрная ладья | 7 |
| 6 | c8 чёрный слон · f8 чёрная ладья · a7 белый король · c7 чёрная пешка · e7 чёрная пешка · h7 белый слон · f6 белая ладья · h6 белый ферзь · c5 чёрный конь · d5 чёрная пешка · f5 белая пешка · b4 белая ладья · c4 белый конь · e4 чёрный король · c3 чёрная пешка · e3 чёрная пешка · g3 белая пешка · e2 белая пешка · g2 чёрный конь · a1 чёрный слон · f1 чёрная ладья | c8 чёрный слон · f8 чёрная ладья · a7 белый король · c7 чёрная пешка · e7 чёрная пешка · h7 белый слон · f6 белая ладья · h6 белый ферзь · c5 чёрный конь · d5 чёрная пешка · f5 белая пешка · b4 белая ладья · c4 белый конь · e4 чёрный король · c3 чёрная пешка · e3 чёрная пешка · g3 белая пешка · e2 белая пешка · g2 чёрный конь · a1 чёрный слон · f1 чёрная ладья | c8 чёрный слон · f8 чёрная ладья · a7 белый король · c7 чёрная пешка · e7 чёрная пешка · h7 белый слон · f6 белая ладья · h6 белый ферзь · c5 чёрный конь · d5 чёрная пешка · f5 белая пешка · b4 белая ладья · c4 белый конь · e4 чёрный король · c3 чёрная пешка · e3 чёрная пешка · g3 белая пешка · e2 белая пешка · g2 чёрный конь · a1 чёрный слон · f1 чёрная ладья | c8 чёрный слон · f8 чёрная ладья · a7 белый король · c7 чёрная пешка · e7 чёрная пешка · h7 белый слон · f6 белая ладья · h6 белый ферзь · c5 чёрный конь · d5 чёрная пешка · f5 белая пешка · b4 белая ладья · c4 белый конь · e4 чёрный король · c3 чёрная пешка · e3 чёрная пешка · g3 белая пешка · e2 белая пешка · g2 чёрный конь · a1 чёрный слон · f1 чёрная ладья | c8 чёрный слон · f8 чёрная ладья · a7 белый король · c7 чёрная пешка · e7 чёрная пешка · h7 белый слон · f6 белая ладья · h6 белый ферзь · c5 чёрный конь · d5 чёрная пешка · f5 белая пешка · b4 белая ладья · c4 белый конь · e4 чёрный король · c3 чёрная пешка · e3 чёрная пешка · g3 белая пешка · e2 белая пешка · g2 чёрный конь · a1 чёрный слон · f1 чёрная ладья | c8 чёрный слон · f8 чёрная ладья · a7 белый король · c7 чёрная пешка · e7 чёрная пешка · h7 белый слон · f6 белая ладья · h6 белый ферзь · c5 чёрный конь · d5 чёрная пешка · f5 белая пешка · b4 белая ладья · c4 белый конь · e4 чёрный король · c3 чёрная пешка · e3 чёрная пешка · g3 белая пешка · e2 белая пешка · g2 чёрный конь · a1 чёрный слон · f1 чёрная ладья | c8 чёрный слон · f8 чёрная ладья · a7 белый король · c7 чёрная пешка · e7 чёрная пешка · h7 белый слон · f6 белая ладья · h6 белый ферзь · c5 чёрный конь · d5 чёрная пешка · f5 белая пешка · b4 белая ладья · c4 белый конь · e4 чёрный король · c3 чёрная пешка · e3 чёрная пешка · g3 белая пешка · e2 белая пешка · g2 чёрный конь · a1 чёрный слон · f1 чёрная ладья | c8 чёрный слон · f8 чёрная ладья · a7 белый король · c7 чёрная пешка · e7 чёрная пешка · h7 белый слон · f6 белая ладья · h6 белый ферзь · c5 чёрный конь · d5 чёрная пешка · f5 белая пешка · b4 белая ладья · c4 белый конь · e4 чёрный король · c3 чёрная пешка · e3 чёрная пешка · g3 белая пешка · e2 белая пешка · g2 чёрный конь · a1 чёрный слон · f1 чёрная ладья | 6 |
| 5 | c8 чёрный слон · f8 чёрная ладья · a7 белый король · c7 чёрная пешка · e7 чёрная пешка · h7 белый слон · f6 белая ладья · h6 белый ферзь · c5 чёрный конь · d5 чёрная пешка · f5 белая пешка · b4 белая ладья · c4 белый конь · e4 чёрный король · c3 чёрная пешка · e3 чёрная пешка · g3 белая пешка · e2 белая пешка · g2 чёрный конь · a1 чёрный слон · f1 чёрная ладья | c8 чёрный слон · f8 чёрная ладья · a7 белый король · c7 чёрная пешка · e7 чёрная пешка · h7 белый слон · f6 белая ладья · h6 белый ферзь · c5 чёрный конь · d5 чёрная пешка · f5 белая пешка · b4 белая ладья · c4 белый конь · e4 чёрный король · c3 чёрная пешка · e3 чёрная пешка · g3 белая пешка · e2 белая пешка · g2 чёрный конь · a1 чёрный слон · f1 чёрная ладья | c8 чёрный слон · f8 чёрная ладья · a7 белый король · c7 чёрная пешка · e7 чёрная пешка · h7 белый слон · f6 белая ладья · h6 белый ферзь · c5 чёрный конь · d5 чёрная пешка · f5 белая пешка · b4 белая ладья · c4 белый конь · e4 чёрный король · c3 чёрная пешка · e3 чёрная пешка · g3 белая пешка · e2 белая пешка · g2 чёрный конь · a1 чёрный слон · f1 чёрная ладья | c8 чёрный слон · f8 чёрная ладья · a7 белый король · c7 чёрная пешка · e7 чёрная пешка · h7 белый слон · f6 белая ладья · h6 белый ферзь · c5 чёрный конь · d5 чёрная пешка · f5 белая пешка · b4 белая ладья · c4 белый конь · e4 чёрный король · c3 чёрная пешка · e3 чёрная пешка · g3 белая пешка · e2 белая пешка · g2 чёрный конь · a1 чёрный слон · f1 чёрная ладья | c8 чёрный слон · f8 чёрная ладья · a7 белый король · c7 чёрная пешка · e7 чёрная пешка · h7 белый слон · f6 белая ладья · h6 белый ферзь · c5 чёрный конь · d5 чёрная пешка · f5 белая пешка · b4 белая ладья · c4 белый конь · e4 чёрный король · c3 чёрная пешка · e3 чёрная пешка · g3 белая пешка · e2 белая пешка · g2 чёрный конь · a1 чёрный слон · f1 чёрная ладья | c8 чёрный слон · f8 чёрная ладья · a7 белый король · c7 чёрная пешка · e7 чёрная пешка · h7 белый слон · f6 белая ладья · h6 белый ферзь · c5 чёрный конь · d5 чёрная пешка · f5 белая пешка · b4 белая ладья · c4 белый конь · e4 чёрный король · c3 чёрная пешка · e3 чёрная пешка · g3 белая пешка · e2 белая пешка · g2 чёрный конь · a1 чёрный слон · f1 чёрная ладья | c8 чёрный слон · f8 чёрная ладья · a7 белый король · c7 чёрная пешка · e7 чёрная пешка · h7 белый слон · f6 белая ладья · h6 белый ферзь · c5 чёрный конь · d5 чёрная пешка · f5 белая пешка · b4 белая ладья · c4 белый конь · e4 чёрный король · c3 чёрная пешка · e3 чёрная пешка · g3 белая пешка · e2 белая пешка · g2 чёрный конь · a1 чёрный слон · f1 чёрная ладья | c8 чёрный слон · f8 чёрная ладья · a7 белый король · c7 чёрная пешка · e7 чёрная пешка · h7 белый слон · f6 белая ладья · h6 белый ферзь · c5 чёрный конь · d5 чёрная пешка · f5 белая пешка · b4 белая ладья · c4 белый конь · e4 чёрный король · c3 чёрная пешка · e3 чёрная пешка · g3 белая пешка · e2 белая пешка · g2 чёрный конь · a1 чёрный слон · f1 чёрная ладья | 5 |
| 4 | c8 чёрный слон · f8 чёрная ладья · a7 белый король · c7 чёрная пешка · e7 чёрная пешка · h7 белый слон · f6 белая ладья · h6 белый ферзь · c5 чёрный конь · d5 чёрная пешка · f5 белая пешка · b4 белая ладья · c4 белый конь · e4 чёрный король · c3 чёрная пешка · e3 чёрная пешка · g3 белая пешка · e2 белая пешка · g2 чёрный конь · a1 чёрный слон · f1 чёрная ладья | c8 чёрный слон · f8 чёрная ладья · a7 белый король · c7 чёрная пешка · e7 чёрная пешка · h7 белый слон · f6 белая ладья · h6 белый ферзь · c5 чёрный конь · d5 чёрная пешка · f5 белая пешка · b4 белая ладья · c4 белый конь · e4 чёрный король · c3 чёрная пешка · e3 чёрная пешка · g3 белая пешка · e2 белая пешка · g2 чёрный конь · a1 чёрный слон · f1 чёрная ладья | c8 чёрный слон · f8 чёрная ладья · a7 белый король · c7 чёрная пешка · e7 чёрная пешка · h7 белый слон · f6 белая ладья · h6 белый ферзь · c5 чёрный конь · d5 чёрная пешка · f5 белая пешка · b4 белая ладья · c4 белый конь · e4 чёрный король · c3 чёрная пешка · e3 чёрная пешка · g3 белая пешка · e2 белая пешка · g2 чёрный конь · a1 чёрный слон · f1 чёрная ладья | c8 чёрный слон · f8 чёрная ладья · a7 белый король · c7 чёрная пешка · e7 чёрная пешка · h7 белый слон · f6 белая ладья · h6 белый ферзь · c5 чёрный конь · d5 чёрная пешка · f5 белая пешка · b4 белая ладья · c4 белый конь · e4 чёрный король · c3 чёрная пешка · e3 чёрная пешка · g3 белая пешка · e2 белая пешка · g2 чёрный конь · a1 чёрный слон · f1 чёрная ладья | c8 чёрный слон · f8 чёрная ладья · a7 белый король · c7 чёрная пешка · e7 чёрная пешка · h7 белый слон · f6 белая ладья · h6 белый ферзь · c5 чёрный конь · d5 чёрная пешка · f5 белая пешка · b4 белая ладья · c4 белый конь · e4 чёрный король · c3 чёрная пешка · e3 чёрная пешка · g3 белая пешка · e2 белая пешка · g2 чёрный конь · a1 чёрный слон · f1 чёрная ладья | c8 чёрный слон · f8 чёрная ладья · a7 белый король · c7 чёрная пешка · e7 чёрная пешка · h7 белый слон · f6 белая ладья · h6 белый ферзь · c5 чёрный конь · d5 чёрная пешка · f5 белая пешка · b4 белая ладья · c4 белый конь · e4 чёрный король · c3 чёрная пешка · e3 чёрная пешка · g3 белая пешка · e2 белая пешка · g2 чёрный конь · a1 чёрный слон · f1 чёрная ладья | c8 чёрный слон · f8 чёрная ладья · a7 белый король · c7 чёрная пешка · e7 чёрная пешка · h7 белый слон · f6 белая ладья · h6 белый ферзь · c5 чёрный конь · d5 чёрная пешка · f5 белая пешка · b4 белая ладья · c4 белый конь · e4 чёрный король · c3 чёрная пешка · e3 чёрная пешка · g3 белая пешка · e2 белая пешка · g2 чёрный конь · a1 чёрный слон · f1 чёрная ладья | c8 чёрный слон · f8 чёрная ладья · a7 белый король · c7 чёрная пешка · e7 чёрная пешка · h7 белый слон · f6 белая ладья · h6 белый ферзь · c5 чёрный конь · d5 чёрная пешка · f5 белая пешка · b4 белая ладья · c4 белый конь · e4 чёрный король · c3 чёрная пешка · e3 чёрная пешка · g3 белая пешка · e2 белая пешка · g2 чёрный конь · a1 чёрный слон · f1 чёрная ладья | 4 |
| 3 | c8 чёрный слон · f8 чёрная ладья · a7 белый король · c7 чёрная пешка · e7 чёрная пешка · h7 белый слон · f6 белая ладья · h6 белый ферзь · c5 чёрный конь · d5 чёрная пешка · f5 белая пешка · b4 белая ладья · c4 белый конь · e4 чёрный король · c3 чёрная пешка · e3 чёрная пешка · g3 белая пешка · e2 белая пешка · g2 чёрный конь · a1 чёрный слон · f1 чёрная ладья | c8 чёрный слон · f8 чёрная ладья · a7 белый король · c7 чёрная пешка · e7 чёрная пешка · h7 белый слон · f6 белая ладья · h6 белый ферзь · c5 чёрный конь · d5 чёрная пешка · f5 белая пешка · b4 белая ладья · c4 белый конь · e4 чёрный король · c3 чёрная пешка · e3 чёрная пешка · g3 белая пешка · e2 белая пешка · g2 чёрный конь · a1 чёрный слон · f1 чёрная ладья | c8 чёрный слон · f8 чёрная ладья · a7 белый король · c7 чёрная пешка · e7 чёрная пешка · h7 белый слон · f6 белая ладья · h6 белый ферзь · c5 чёрный конь · d5 чёрная пешка · f5 белая пешка · b4 белая ладья · c4 белый конь · e4 чёрный король · c3 чёрная пешка · e3 чёрная пешка · g3 белая пешка · e2 белая пешка · g2 чёрный конь · a1 чёрный слон · f1 чёрная ладья | c8 чёрный слон · f8 чёрная ладья · a7 белый король · c7 чёрная пешка · e7 чёрная пешка · h7 белый слон · f6 белая ладья · h6 белый ферзь · c5 чёрный конь · d5 чёрная пешка · f5 белая пешка · b4 белая ладья · c4 белый конь · e4 чёрный король · c3 чёрная пешка · e3 чёрная пешка · g3 белая пешка · e2 белая пешка · g2 чёрный конь · a1 чёрный слон · f1 чёрная ладья | c8 чёрный слон · f8 чёрная ладья · a7 белый король · c7 чёрная пешка · e7 чёрная пешка · h7 белый слон · f6 белая ладья · h6 белый ферзь · c5 чёрный конь · d5 чёрная пешка · f5 белая пешка · b4 белая ладья · c4 белый конь · e4 чёрный король · c3 чёрная пешка · e3 чёрная пешка · g3 белая пешка · e2 белая пешка · g2 чёрный конь · a1 чёрный слон · f1 чёрная ладья | c8 чёрный слон · f8 чёрная ладья · a7 белый король · c7 чёрная пешка · e7 чёрная пешка · h7 белый слон · f6 белая ладья · h6 белый ферзь · c5 чёрный конь · d5 чёрная пешка · f5 белая пешка · b4 белая ладья · c4 белый конь · e4 чёрный король · c3 чёрная пешка · e3 чёрная пешка · g3 белая пешка · e2 белая пешка · g2 чёрный конь · a1 чёрный слон · f1 чёрная ладья | c8 чёрный слон · f8 чёрная ладья · a7 белый король · c7 чёрная пешка · e7 чёрная пешка · h7 белый слон · f6 белая ладья · h6 белый ферзь · c5 чёрный конь · d5 чёрная пешка · f5 белая пешка · b4 белая ладья · c4 белый конь · e4 чёрный король · c3 чёрная пешка · e3 чёрная пешка · g3 белая пешка · e2 белая пешка · g2 чёрный конь · a1 чёрный слон · f1 чёрная ладья | c8 чёрный слон · f8 чёрная ладья · a7 белый король · c7 чёрная пешка · e7 чёрная пешка · h7 белый слон · f6 белая ладья · h6 белый ферзь · c5 чёрный конь · d5 чёрная пешка · f5 белая пешка · b4 белая ладья · c4 белый конь · e4 чёрный король · c3 чёрная пешка · e3 чёрная пешка · g3 белая пешка · e2 белая пешка · g2 чёрный конь · a1 чёрный слон · f1 чёрная ладья | 3 |
| 2 | c8 чёрный слон · f8 чёрная ладья · a7 белый король · c7 чёрная пешка · e7 чёрная пешка · h7 белый слон · f6 белая ладья · h6 белый ферзь · c5 чёрный конь · d5 чёрная пешка · f5 белая пешка · b4 белая ладья · c4 белый конь · e4 чёрный король · c3 чёрная пешка · e3 чёрная пешка · g3 белая пешка · e2 белая пешка · g2 чёрный конь · a1 чёрный слон · f1 чёрная ладья | c8 чёрный слон · f8 чёрная ладья · a7 белый король · c7 чёрная пешка · e7 чёрная пешка · h7 белый слон · f6 белая ладья · h6 белый ферзь · c5 чёрный конь · d5 чёрная пешка · f5 белая пешка · b4 белая ладья · c4 белый конь · e4 чёрный король · c3 чёрная пешка · e3 чёрная пешка · g3 белая пешка · e2 белая пешка · g2 чёрный конь · a1 чёрный слон · f1 чёрная ладья | c8 чёрный слон · f8 чёрная ладья · a7 белый король · c7 чёрная пешка · e7 чёрная пешка · h7 белый слон · f6 белая ладья · h6 белый ферзь · c5 чёрный конь · d5 чёрная пешка · f5 белая пешка · b4 белая ладья · c4 белый конь · e4 чёрный король · c3 чёрная пешка · e3 чёрная пешка · g3 белая пешка · e2 белая пешка · g2 чёрный конь · a1 чёрный слон · f1 чёрная ладья | c8 чёрный слон · f8 чёрная ладья · a7 белый король · c7 чёрная пешка · e7 чёрная пешка · h7 белый слон · f6 белая ладья · h6 белый ферзь · c5 чёрный конь · d5 чёрная пешка · f5 белая пешка · b4 белая ладья · c4 белый конь · e4 чёрный король · c3 чёрная пешка · e3 чёрная пешка · g3 белая пешка · e2 белая пешка · g2 чёрный конь · a1 чёрный слон · f1 чёрная ладья | c8 чёрный слон · f8 чёрная ладья · a7 белый король · c7 чёрная пешка · e7 чёрная пешка · h7 белый слон · f6 белая ладья · h6 белый ферзь · c5 чёрный конь · d5 чёрная пешка · f5 белая пешка · b4 белая ладья · c4 белый конь · e4 чёрный король · c3 чёрная пешка · e3 чёрная пешка · g3 белая пешка · e2 белая пешка · g2 чёрный конь · a1 чёрный слон · f1 чёрная ладья | c8 чёрный слон · f8 чёрная ладья · a7 белый король · c7 чёрная пешка · e7 чёрная пешка · h7 белый слон · f6 белая ладья · h6 белый ферзь · c5 чёрный конь · d5 чёрная пешка · f5 белая пешка · b4 белая ладья · c4 белый конь · e4 чёрный король · c3 чёрная пешка · e3 чёрная пешка · g3 белая пешка · e2 белая пешка · g2 чёрный конь · a1 чёрный слон · f1 чёрная ладья | c8 чёрный слон · f8 чёрная ладья · a7 белый король · c7 чёрная пешка · e7 чёрная пешка · h7 белый слон · f6 белая ладья · h6 белый ферзь · c5 чёрный конь · d5 чёрная пешка · f5 белая пешка · b4 белая ладья · c4 белый конь · e4 чёрный король · c3 чёрная пешка · e3 чёрная пешка · g3 белая пешка · e2 белая пешка · g2 чёрный конь · a1 чёрный слон · f1 чёрная ладья | c8 чёрный слон · f8 чёрная ладья · a7 белый король · c7 чёрная пешка · e7 чёрная пешка · h7 белый слон · f6 белая ладья · h6 белый ферзь · c5 чёрный конь · d5 чёрная пешка · f5 белая пешка · b4 белая ладья · c4 белый конь · e4 чёрный король · c3 чёрная пешка · e3 чёрная пешка · g3 белая пешка · e2 белая пешка · g2 чёрный конь · a1 чёрный слон · f1 чёрная ладья | 2 |
| 1 | c8 чёрный слон · f8 чёрная ладья · a7 белый король · c7 чёрная пешка · e7 чёрная пешка · h7 белый слон · f6 белая ладья · h6 белый ферзь · c5 чёрный конь · d5 чёрная пешка · f5 белая пешка · b4 белая ладья · c4 белый конь · e4 чёрный король · c3 чёрная пешка · e3 чёрная пешка · g3 белая пешка · e2 белая пешка · g2 чёрный конь · a1 чёрный слон · f1 чёрная ладья | c8 чёрный слон · f8 чёрная ладья · a7 белый король · c7 чёрная пешка · e7 чёрная пешка · h7 белый слон · f6 белая ладья · h6 белый ферзь · c5 чёрный конь · d5 чёрная пешка · f5 белая пешка · b4 белая ладья · c4 белый конь · e4 чёрный король · c3 чёрная пешка · e3 чёрная пешка · g3 белая пешка · e2 белая пешка · g2 чёрный конь · a1 чёрный слон · f1 чёрная ладья | c8 чёрный слон · f8 чёрная ладья · a7 белый король · c7 чёрная пешка · e7 чёрная пешка · h7 белый слон · f6 белая ладья · h6 белый ферзь · c5 чёрный конь · d5 чёрная пешка · f5 белая пешка · b4 белая ладья · c4 белый конь · e4 чёрный король · c3 чёрная пешка · e3 чёрная пешка · g3 белая пешка · e2 белая пешка · g2 чёрный конь · a1 чёрный слон · f1 чёрная ладья | c8 чёрный слон · f8 чёрная ладья · a7 белый король · c7 чёрная пешка · e7 чёрная пешка · h7 белый слон · f6 белая ладья · h6 белый ферзь · c5 чёрный конь · d5 чёрная пешка · f5 белая пешка · b4 белая ладья · c4 белый конь · e4 чёрный король · c3 чёрная пешка · e3 чёрная пешка · g3 белая пешка · e2 белая пешка · g2 чёрный конь · a1 чёрный слон · f1 чёрная ладья | c8 чёрный слон · f8 чёрная ладья · a7 белый король · c7 чёрная пешка · e7 чёрная пешка · h7 белый слон · f6 белая ладья · h6 белый ферзь · c5 чёрный конь · d5 чёрная пешка · f5 белая пешка · b4 белая ладья · c4 белый конь · e4 чёрный король · c3 чёрная пешка · e3 чёрная пешка · g3 белая пешка · e2 белая пешка · g2 чёрный конь · a1 чёрный слон · f1 чёрная ладья | c8 чёрный слон · f8 чёрная ладья · a7 белый король · c7 чёрная пешка · e7 чёрная пешка · h7 белый слон · f6 белая ладья · h6 белый ферзь · c5 чёрный конь · d5 чёрная пешка · f5 белая пешка · b4 белая ладья · c4 белый конь · e4 чёрный король · c3 чёрная пешка · e3 чёрная пешка · g3 белая пешка · e2 белая пешка · g2 чёрный конь · a1 чёрный слон · f1 чёрная ладья | c8 чёрный слон · f8 чёрная ладья · a7 белый король · c7 чёрная пешка · e7 чёрная пешка · h7 белый слон · f6 белая ладья · h6 белый ферзь · c5 чёрный конь · d5 чёрная пешка · f5 белая пешка · b4 белая ладья · c4 белый конь · e4 чёрный король · c3 чёрная пешка · e3 чёрная пешка · g3 белая пешка · e2 белая пешка · g2 чёрный конь · a1 чёрный слон · f1 чёрная ладья | c8 чёрный слон · f8 чёрная ладья · a7 белый король · c7 чёрная пешка · e7 чёрная пешка · h7 белый слон · f6 белая ладья · h6 белый ферзь · c5 чёрный конь · d5 чёрная пешка · f5 белая пешка · b4 белая ладья · c4 белый конь · e4 чёрный король · c3 чёрная пешка · e3 чёрная пешка · g3 белая пешка · e2 белая пешка · g2 чёрный конь · a1 чёрный слон · f1 чёрная ладья | 1 |
|   | a | b | c | d | e | f | g | h |   |

1.Лс6! (~ 2.Kd6++ Kpe5 3.Фg7+ Лf6 4.Kf7#) 

1…Л1:f5 2.Фf4+ К:f4 3.Kd2++ Kpe5 4.Kf3#, 

1…Л8:f5 2.Фf6! ef 3.Kd6++ Kpe5 4.Kf7#, 

1…С:f5 2.Фе6+ К:е6 3.Kb6+ Кре5 4.Kd7# 
 
После каждого из трёх критических ходов чёрных фигур на одно и то же поле f5 следует жертва ферзя, вызывающая их перекрытие, используемое при игре белой батареи Зирса. 
|   | a | b | c | d | e | f | g | h |   |
| - | --- | --- | --- | --- | --- | --- | --- | --- | - |
| 8 | d8 чёрный слон · b7 чёрный ферзь · c7 чёрная пешка · f7 чёрная пешка · b6 белая пешка · d6 белая пешка · f6 белая ладья · h6 белый король · b5 белая пешка · d5 чёрный король · f5 белая пешка · c4 белая ладья · b3 белый слон · f3 белая пешка · g3 чёрная пешка · d2 белая пешка · b1 чёрный слон · d1 чёрный конь · e1 белый ферзь | d8 чёрный слон · b7 чёрный ферзь · c7 чёрная пешка · f7 чёрная пешка · b6 белая пешка · d6 белая пешка · f6 белая ладья · h6 белый король · b5 белая пешка · d5 чёрный король · f5 белая пешка · c4 белая ладья · b3 белый слон · f3 белая пешка · g3 чёрная пешка · d2 белая пешка · b1 чёрный слон · d1 чёрный конь · e1 белый ферзь | d8 чёрный слон · b7 чёрный ферзь · c7 чёрная пешка · f7 чёрная пешка · b6 белая пешка · d6 белая пешка · f6 белая ладья · h6 белый король · b5 белая пешка · d5 чёрный король · f5 белая пешка · c4 белая ладья · b3 белый слон · f3 белая пешка · g3 чёрная пешка · d2 белая пешка · b1 чёрный слон · d1 чёрный конь · e1 белый ферзь | d8 чёрный слон · b7 чёрный ферзь · c7 чёрная пешка · f7 чёрная пешка · b6 белая пешка · d6 белая пешка · f6 белая ладья · h6 белый король · b5 белая пешка · d5 чёрный король · f5 белая пешка · c4 белая ладья · b3 белый слон · f3 белая пешка · g3 чёрная пешка · d2 белая пешка · b1 чёрный слон · d1 чёрный конь · e1 белый ферзь | d8 чёрный слон · b7 чёрный ферзь · c7 чёрная пешка · f7 чёрная пешка · b6 белая пешка · d6 белая пешка · f6 белая ладья · h6 белый король · b5 белая пешка · d5 чёрный король · f5 белая пешка · c4 белая ладья · b3 белый слон · f3 белая пешка · g3 чёрная пешка · d2 белая пешка · b1 чёрный слон · d1 чёрный конь · e1 белый ферзь | d8 чёрный слон · b7 чёрный ферзь · c7 чёрная пешка · f7 чёрная пешка · b6 белая пешка · d6 белая пешка · f6 белая ладья · h6 белый король · b5 белая пешка · d5 чёрный король · f5 белая пешка · c4 белая ладья · b3 белый слон · f3 белая пешка · g3 чёрная пешка · d2 белая пешка · b1 чёрный слон · d1 чёрный конь · e1 белый ферзь | d8 чёрный слон · b7 чёрный ферзь · c7 чёрная пешка · f7 чёрная пешка · b6 белая пешка · d6 белая пешка · f6 белая ладья · h6 белый король · b5 белая пешка · d5 чёрный король · f5 белая пешка · c4 белая ладья · b3 белый слон · f3 белая пешка · g3 чёрная пешка · d2 белая пешка · b1 чёрный слон · d1 чёрный конь · e1 белый ферзь | d8 чёрный слон · b7 чёрный ферзь · c7 чёрная пешка · f7 чёрная пешка · b6 белая пешка · d6 белая пешка · f6 белая ладья · h6 белый король · b5 белая пешка · d5 чёрный король · f5 белая пешка · c4 белая ладья · b3 белый слон · f3 белая пешка · g3 чёрная пешка · d2 белая пешка · b1 чёрный слон · d1 чёрный конь · e1 белый ферзь | 8 |
| 7 | d8 чёрный слон · b7 чёрный ферзь · c7 чёрная пешка · f7 чёрная пешка · b6 белая пешка · d6 белая пешка · f6 белая ладья · h6 белый король · b5 белая пешка · d5 чёрный король · f5 белая пешка · c4 белая ладья · b3 белый слон · f3 белая пешка · g3 чёрная пешка · d2 белая пешка · b1 чёрный слон · d1 чёрный конь · e1 белый ферзь | d8 чёрный слон · b7 чёрный ферзь · c7 чёрная пешка · f7 чёрная пешка · b6 белая пешка · d6 белая пешка · f6 белая ладья · h6 белый король · b5 белая пешка · d5 чёрный король · f5 белая пешка · c4 белая ладья · b3 белый слон · f3 белая пешка · g3 чёрная пешка · d2 белая пешка · b1 чёрный слон · d1 чёрный конь · e1 белый ферзь | d8 чёрный слон · b7 чёрный ферзь · c7 чёрная пешка · f7 чёрная пешка · b6 белая пешка · d6 белая пешка · f6 белая ладья · h6 белый король · b5 белая пешка · d5 чёрный король · f5 белая пешка · c4 белая ладья · b3 белый слон · f3 белая пешка · g3 чёрная пешка · d2 белая пешка · b1 чёрный слон · d1 чёрный конь · e1 белый ферзь | d8 чёрный слон · b7 чёрный ферзь · c7 чёрная пешка · f7 чёрная пешка · b6 белая пешка · d6 белая пешка · f6 белая ладья · h6 белый король · b5 белая пешка · d5 чёрный король · f5 белая пешка · c4 белая ладья · b3 белый слон · f3 белая пешка · g3 чёрная пешка · d2 белая пешка · b1 чёрный слон · d1 чёрный конь · e1 белый ферзь | d8 чёрный слон · b7 чёрный ферзь · c7 чёрная пешка · f7 чёрная пешка · b6 белая пешка · d6 белая пешка · f6 белая ладья · h6 белый король · b5 белая пешка · d5 чёрный король · f5 белая пешка · c4 белая ладья · b3 белый слон · f3 белая пешка · g3 чёрная пешка · d2 белая пешка · b1 чёрный слон · d1 чёрный конь · e1 белый ферзь | d8 чёрный слон · b7 чёрный ферзь · c7 чёрная пешка · f7 чёрная пешка · b6 белая пешка · d6 белая пешка · f6 белая ладья · h6 белый король · b5 белая пешка · d5 чёрный король · f5 белая пешка · c4 белая ладья · b3 белый слон · f3 белая пешка · g3 чёрная пешка · d2 белая пешка · b1 чёрный слон · d1 чёрный конь · e1 белый ферзь | d8 чёрный слон · b7 чёрный ферзь · c7 чёрная пешка · f7 чёрная пешка · b6 белая пешка · d6 белая пешка · f6 белая ладья · h6 белый король · b5 белая пешка · d5 чёрный король · f5 белая пешка · c4 белая ладья · b3 белый слон · f3 белая пешка · g3 чёрная пешка · d2 белая пешка · b1 чёрный слон · d1 чёрный конь · e1 белый ферзь | d8 чёрный слон · b7 чёрный ферзь · c7 чёрная пешка · f7 чёрная пешка · b6 белая пешка · d6 белая пешка · f6 белая ладья · h6 белый король · b5 белая пешка · d5 чёрный король · f5 белая пешка · c4 белая ладья · b3 белый слон · f3 белая пешка · g3 чёрная пешка · d2 белая пешка · b1 чёрный слон · d1 чёрный конь · e1 белый ферзь | 7 |
| 6 | d8 чёрный слон · b7 чёрный ферзь · c7 чёрная пешка · f7 чёрная пешка · b6 белая пешка · d6 белая пешка · f6 белая ладья · h6 белый король · b5 белая пешка · d5 чёрный король · f5 белая пешка · c4 белая ладья · b3 белый слон · f3 белая пешка · g3 чёрная пешка · d2 белая пешка · b1 чёрный слон · d1 чёрный конь · e1 белый ферзь | d8 чёрный слон · b7 чёрный ферзь · c7 чёрная пешка · f7 чёрная пешка · b6 белая пешка · d6 белая пешка · f6 белая ладья · h6 белый король · b5 белая пешка · d5 чёрный король · f5 белая пешка · c4 белая ладья · b3 белый слон · f3 белая пешка · g3 чёрная пешка · d2 белая пешка · b1 чёрный слон · d1 чёрный конь · e1 белый ферзь | d8 чёрный слон · b7 чёрный ферзь · c7 чёрная пешка · f7 чёрная пешка · b6 белая пешка · d6 белая пешка · f6 белая ладья · h6 белый король · b5 белая пешка · d5 чёрный король · f5 белая пешка · c4 белая ладья · b3 белый слон · f3 белая пешка · g3 чёрная пешка · d2 белая пешка · b1 чёрный слон · d1 чёрный конь · e1 белый ферзь | d8 чёрный слон · b7 чёрный ферзь · c7 чёрная пешка · f7 чёрная пешка · b6 белая пешка · d6 белая пешка · f6 белая ладья · h6 белый король · b5 белая пешка · d5 чёрный король · f5 белая пешка · c4 белая ладья · b3 белый слон · f3 белая пешка · g3 чёрная пешка · d2 белая пешка · b1 чёрный слон · d1 чёрный конь · e1 белый ферзь | d8 чёрный слон · b7 чёрный ферзь · c7 чёрная пешка · f7 чёрная пешка · b6 белая пешка · d6 белая пешка · f6 белая ладья · h6 белый король · b5 белая пешка · d5 чёрный король · f5 белая пешка · c4 белая ладья · b3 белый слон · f3 белая пешка · g3 чёрная пешка · d2 белая пешка · b1 чёрный слон · d1 чёрный конь · e1 белый ферзь | d8 чёрный слон · b7 чёрный ферзь · c7 чёрная пешка · f7 чёрная пешка · b6 белая пешка · d6 белая пешка · f6 белая ладья · h6 белый король · b5 белая пешка · d5 чёрный король · f5 белая пешка · c4 белая ладья · b3 белый слон · f3 белая пешка · g3 чёрная пешка · d2 белая пешка · b1 чёрный слон · d1 чёрный конь · e1 белый ферзь | d8 чёрный слон · b7 чёрный ферзь · c7 чёрная пешка · f7 чёрная пешка · b6 белая пешка · d6 белая пешка · f6 белая ладья · h6 белый король · b5 белая пешка · d5 чёрный король · f5 белая пешка · c4 белая ладья · b3 белый слон · f3 белая пешка · g3 чёрная пешка · d2 белая пешка · b1 чёрный слон · d1 чёрный конь · e1 белый ферзь | d8 чёрный слон · b7 чёрный ферзь · c7 чёрная пешка · f7 чёрная пешка · b6 белая пешка · d6 белая пешка · f6 белая ладья · h6 белый король · b5 белая пешка · d5 чёрный король · f5 белая пешка · c4 белая ладья · b3 белый слон · f3 белая пешка · g3 чёрная пешка · d2 белая пешка · b1 чёрный слон · d1 чёрный конь · e1 белый ферзь | 6 |
| 5 | d8 чёрный слон · b7 чёрный ферзь · c7 чёрная пешка · f7 чёрная пешка · b6 белая пешка · d6 белая пешка · f6 белая ладья · h6 белый король · b5 белая пешка · d5 чёрный король · f5 белая пешка · c4 белая ладья · b3 белый слон · f3 белая пешка · g3 чёрная пешка · d2 белая пешка · b1 чёрный слон · d1 чёрный конь · e1 белый ферзь | d8 чёрный слон · b7 чёрный ферзь · c7 чёрная пешка · f7 чёрная пешка · b6 белая пешка · d6 белая пешка · f6 белая ладья · h6 белый король · b5 белая пешка · d5 чёрный король · f5 белая пешка · c4 белая ладья · b3 белый слон · f3 белая пешка · g3 чёрная пешка · d2 белая пешка · b1 чёрный слон · d1 чёрный конь · e1 белый ферзь | d8 чёрный слон · b7 чёрный ферзь · c7 чёрная пешка · f7 чёрная пешка · b6 белая пешка · d6 белая пешка · f6 белая ладья · h6 белый король · b5 белая пешка · d5 чёрный король · f5 белая пешка · c4 белая ладья · b3 белый слон · f3 белая пешка · g3 чёрная пешка · d2 белая пешка · b1 чёрный слон · d1 чёрный конь · e1 белый ферзь | d8 чёрный слон · b7 чёрный ферзь · c7 чёрная пешка · f7 чёрная пешка · b6 белая пешка · d6 белая пешка · f6 белая ладья · h6 белый король · b5 белая пешка · d5 чёрный король · f5 белая пешка · c4 белая ладья · b3 белый слон · f3 белая пешка · g3 чёрная пешка · d2 белая пешка · b1 чёрный слон · d1 чёрный конь · e1 белый ферзь | d8 чёрный слон · b7 чёрный ферзь · c7 чёрная пешка · f7 чёрная пешка · b6 белая пешка · d6 белая пешка · f6 белая ладья · h6 белый король · b5 белая пешка · d5 чёрный король · f5 белая пешка · c4 белая ладья · b3 белый слон · f3 белая пешка · g3 чёрная пешка · d2 белая пешка · b1 чёрный слон · d1 чёрный конь · e1 белый ферзь | d8 чёрный слон · b7 чёрный ферзь · c7 чёрная пешка · f7 чёрная пешка · b6 белая пешка · d6 белая пешка · f6 белая ладья · h6 белый король · b5 белая пешка · d5 чёрный король · f5 белая пешка · c4 белая ладья · b3 белый слон · f3 белая пешка · g3 чёрная пешка · d2 белая пешка · b1 чёрный слон · d1 чёрный конь · e1 белый ферзь | d8 чёрный слон · b7 чёрный ферзь · c7 чёрная пешка · f7 чёрная пешка · b6 белая пешка · d6 белая пешка · f6 белая ладья · h6 белый король · b5 белая пешка · d5 чёрный король · f5 белая пешка · c4 белая ладья · b3 белый слон · f3 белая пешка · g3 чёрная пешка · d2 белая пешка · b1 чёрный слон · d1 чёрный конь · e1 белый ферзь | d8 чёрный слон · b7 чёрный ферзь · c7 чёрная пешка · f7 чёрная пешка · b6 белая пешка · d6 белая пешка · f6 белая ладья · h6 белый король · b5 белая пешка · d5 чёрный король · f5 белая пешка · c4 белая ладья · b3 белый слон · f3 белая пешка · g3 чёрная пешка · d2 белая пешка · b1 чёрный слон · d1 чёрный конь · e1 белый ферзь | 5 |
| 4 | d8 чёрный слон · b7 чёрный ферзь · c7 чёрная пешка · f7 чёрная пешка · b6 белая пешка · d6 белая пешка · f6 белая ладья · h6 белый король · b5 белая пешка · d5 чёрный король · f5 белая пешка · c4 белая ладья · b3 белый слон · f3 белая пешка · g3 чёрная пешка · d2 белая пешка · b1 чёрный слон · d1 чёрный конь · e1 белый ферзь | d8 чёрный слон · b7 чёрный ферзь · c7 чёрная пешка · f7 чёрная пешка · b6 белая пешка · d6 белая пешка · f6 белая ладья · h6 белый король · b5 белая пешка · d5 чёрный король · f5 белая пешка · c4 белая ладья · b3 белый слон · f3 белая пешка · g3 чёрная пешка · d2 белая пешка · b1 чёрный слон · d1 чёрный конь · e1 белый ферзь | d8 чёрный слон · b7 чёрный ферзь · c7 чёрная пешка · f7 чёрная пешка · b6 белая пешка · d6 белая пешка · f6 белая ладья · h6 белый король · b5 белая пешка · d5 чёрный король · f5 белая пешка · c4 белая ладья · b3 белый слон · f3 белая пешка · g3 чёрная пешка · d2 белая пешка · b1 чёрный слон · d1 чёрный конь · e1 белый ферзь | d8 чёрный слон · b7 чёрный ферзь · c7 чёрная пешка · f7 чёрная пешка · b6 белая пешка · d6 белая пешка · f6 белая ладья · h6 белый король · b5 белая пешка · d5 чёрный король · f5 белая пешка · c4 белая ладья · b3 белый слон · f3 белая пешка · g3 чёрная пешка · d2 белая пешка · b1 чёрный слон · d1 чёрный конь · e1 белый ферзь | d8 чёрный слон · b7 чёрный ферзь · c7 чёрная пешка · f7 чёрная пешка · b6 белая пешка · d6 белая пешка · f6 белая ладья · h6 белый король · b5 белая пешка · d5 чёрный король · f5 белая пешка · c4 белая ладья · b3 белый слон · f3 белая пешка · g3 чёрная пешка · d2 белая пешка · b1 чёрный слон · d1 чёрный конь · e1 белый ферзь | d8 чёрный слон · b7 чёрный ферзь · c7 чёрная пешка · f7 чёрная пешка · b6 белая пешка · d6 белая пешка · f6 белая ладья · h6 белый король · b5 белая пешка · d5 чёрный король · f5 белая пешка · c4 белая ладья · b3 белый слон · f3 белая пешка · g3 чёрная пешка · d2 белая пешка · b1 чёрный слон · d1 чёрный конь · e1 белый ферзь | d8 чёрный слон · b7 чёрный ферзь · c7 чёрная пешка · f7 чёрная пешка · b6 белая пешка · d6 белая пешка · f6 белая ладья · h6 белый король · b5 белая пешка · d5 чёрный король · f5 белая пешка · c4 белая ладья · b3 белый слон · f3 белая пешка · g3 чёрная пешка · d2 белая пешка · b1 чёрный слон · d1 чёрный конь · e1 белый ферзь | d8 чёрный слон · b7 чёрный ферзь · c7 чёрная пешка · f7 чёрная пешка · b6 белая пешка · d6 белая пешка · f6 белая ладья · h6 белый король · b5 белая пешка · d5 чёрный король · f5 белая пешка · c4 белая ладья · b3 белый слон · f3 белая пешка · g3 чёрная пешка · d2 белая пешка · b1 чёрный слон · d1 чёрный конь · e1 белый ферзь | 4 |
| 3 | d8 чёрный слон · b7 чёрный ферзь · c7 чёрная пешка · f7 чёрная пешка · b6 белая пешка · d6 белая пешка · f6 белая ладья · h6 белый король · b5 белая пешка · d5 чёрный король · f5 белая пешка · c4 белая ладья · b3 белый слон · f3 белая пешка · g3 чёрная пешка · d2 белая пешка · b1 чёрный слон · d1 чёрный конь · e1 белый ферзь | d8 чёрный слон · b7 чёрный ферзь · c7 чёрная пешка · f7 чёрная пешка · b6 белая пешка · d6 белая пешка · f6 белая ладья · h6 белый король · b5 белая пешка · d5 чёрный король · f5 белая пешка · c4 белая ладья · b3 белый слон · f3 белая пешка · g3 чёрная пешка · d2 белая пешка · b1 чёрный слон · d1 чёрный конь · e1 белый ферзь | d8 чёрный слон · b7 чёрный ферзь · c7 чёрная пешка · f7 чёрная пешка · b6 белая пешка · d6 белая пешка · f6 белая ладья · h6 белый король · b5 белая пешка · d5 чёрный король · f5 белая пешка · c4 белая ладья · b3 белый слон · f3 белая пешка · g3 чёрная пешка · d2 белая пешка · b1 чёрный слон · d1 чёрный конь · e1 белый ферзь | d8 чёрный слон · b7 чёрный ферзь · c7 чёрная пешка · f7 чёрная пешка · b6 белая пешка · d6 белая пешка · f6 белая ладья · h6 белый король · b5 белая пешка · d5 чёрный король · f5 белая пешка · c4 белая ладья · b3 белый слон · f3 белая пешка · g3 чёрная пешка · d2 белая пешка · b1 чёрный слон · d1 чёрный конь · e1 белый ферзь | d8 чёрный слон · b7 чёрный ферзь · c7 чёрная пешка · f7 чёрная пешка · b6 белая пешка · d6 белая пешка · f6 белая ладья · h6 белый король · b5 белая пешка · d5 чёрный король · f5 белая пешка · c4 белая ладья · b3 белый слон · f3 белая пешка · g3 чёрная пешка · d2 белая пешка · b1 чёрный слон · d1 чёрный конь · e1 белый ферзь | d8 чёрный слон · b7 чёрный ферзь · c7 чёрная пешка · f7 чёрная пешка · b6 белая пешка · d6 белая пешка · f6 белая ладья · h6 белый король · b5 белая пешка · d5 чёрный король · f5 белая пешка · c4 белая ладья · b3 белый слон · f3 белая пешка · g3 чёрная пешка · d2 белая пешка · b1 чёрный слон · d1 чёрный конь · e1 белый ферзь | d8 чёрный слон · b7 чёрный ферзь · c7 чёрная пешка · f7 чёрная пешка · b6 белая пешка · d6 белая пешка · f6 белая ладья · h6 белый король · b5 белая пешка · d5 чёрный король · f5 белая пешка · c4 белая ладья · b3 белый слон · f3 белая пешка · g3 чёрная пешка · d2 белая пешка · b1 чёрный слон · d1 чёрный конь · e1 белый ферзь | d8 чёрный слон · b7 чёрный ферзь · c7 чёрная пешка · f7 чёрная пешка · b6 белая пешка · d6 белая пешка · f6 белая ладья · h6 белый король · b5 белая пешка · d5 чёрный король · f5 белая пешка · c4 белая ладья · b3 белый слон · f3 белая пешка · g3 чёрная пешка · d2 белая пешка · b1 чёрный слон · d1 чёрный конь · e1 белый ферзь | 3 |
| 2 | d8 чёрный слон · b7 чёрный ферзь · c7 чёрная пешка · f7 чёрная пешка · b6 белая пешка · d6 белая пешка · f6 белая ладья · h6 белый король · b5 белая пешка · d5 чёрный король · f5 белая пешка · c4 белая ладья · b3 белый слон · f3 белая пешка · g3 чёрная пешка · d2 белая пешка · b1 чёрный слон · d1 чёрный конь · e1 белый ферзь | d8 чёрный слон · b7 чёрный ферзь · c7 чёрная пешка · f7 чёрная пешка · b6 белая пешка · d6 белая пешка · f6 белая ладья · h6 белый король · b5 белая пешка · d5 чёрный король · f5 белая пешка · c4 белая ладья · b3 белый слон · f3 белая пешка · g3 чёрная пешка · d2 белая пешка · b1 чёрный слон · d1 чёрный конь · e1 белый ферзь | d8 чёрный слон · b7 чёрный ферзь · c7 чёрная пешка · f7 чёрная пешка · b6 белая пешка · d6 белая пешка · f6 белая ладья · h6 белый король · b5 белая пешка · d5 чёрный король · f5 белая пешка · c4 белая ладья · b3 белый слон · f3 белая пешка · g3 чёрная пешка · d2 белая пешка · b1 чёрный слон · d1 чёрный конь · e1 белый ферзь | d8 чёрный слон · b7 чёрный ферзь · c7 чёрная пешка · f7 чёрная пешка · b6 белая пешка · d6 белая пешка · f6 белая ладья · h6 белый король · b5 белая пешка · d5 чёрный король · f5 белая пешка · c4 белая ладья · b3 белый слон · f3 белая пешка · g3 чёрная пешка · d2 белая пешка · b1 чёрный слон · d1 чёрный конь · e1 белый ферзь | d8 чёрный слон · b7 чёрный ферзь · c7 чёрная пешка · f7 чёрная пешка · b6 белая пешка · d6 белая пешка · f6 белая ладья · h6 белый король · b5 белая пешка · d5 чёрный король · f5 белая пешка · c4 белая ладья · b3 белый слон · f3 белая пешка · g3 чёрная пешка · d2 белая пешка · b1 чёрный слон · d1 чёрный конь · e1 белый ферзь | d8 чёрный слон · b7 чёрный ферзь · c7 чёрная пешка · f7 чёрная пешка · b6 белая пешка · d6 белая пешка · f6 белая ладья · h6 белый король · b5 белая пешка · d5 чёрный король · f5 белая пешка · c4 белая ладья · b3 белый слон · f3 белая пешка · g3 чёрная пешка · d2 белая пешка · b1 чёрный слон · d1 чёрный конь · e1 белый ферзь | d8 чёрный слон · b7 чёрный ферзь · c7 чёрная пешка · f7 чёрная пешка · b6 белая пешка · d6 белая пешка · f6 белая ладья · h6 белый король · b5 белая пешка · d5 чёрный король · f5 белая пешка · c4 белая ладья · b3 белый слон · f3 белая пешка · g3 чёрная пешка · d2 белая пешка · b1 чёрный слон · d1 чёрный конь · e1 белый ферзь | d8 чёрный слон · b7 чёрный ферзь · c7 чёрная пешка · f7 чёрная пешка · b6 белая пешка · d6 белая пешка · f6 белая ладья · h6 белый король · b5 белая пешка · d5 чёрный король · f5 белая пешка · c4 белая ладья · b3 белый слон · f3 белая пешка · g3 чёрная пешка · d2 белая пешка · b1 чёрный слон · d1 чёрный конь · e1 белый ферзь | 2 |
| 1 | d8 чёрный слон · b7 чёрный ферзь · c7 чёрная пешка · f7 чёрная пешка · b6 белая пешка · d6 белая пешка · f6 белая ладья · h6 белый король · b5 белая пешка · d5 чёрный король · f5 белая пешка · c4 белая ладья · b3 белый слон · f3 белая пешка · g3 чёрная пешка · d2 белая пешка · b1 чёрный слон · d1 чёрный конь · e1 белый ферзь | d8 чёрный слон · b7 чёрный ферзь · c7 чёрная пешка · f7 чёрная пешка · b6 белая пешка · d6 белая пешка · f6 белая ладья · h6 белый король · b5 белая пешка · d5 чёрный король · f5 белая пешка · c4 белая ладья · b3 белый слон · f3 белая пешка · g3 чёрная пешка · d2 белая пешка · b1 чёрный слон · d1 чёрный конь · e1 белый ферзь | d8 чёрный слон · b7 чёрный ферзь · c7 чёрная пешка · f7 чёрная пешка · b6 белая пешка · d6 белая пешка · f6 белая ладья · h6 белый король · b5 белая пешка · d5 чёрный король · f5 белая пешка · c4 белая ладья · b3 белый слон · f3 белая пешка · g3 чёрная пешка · d2 белая пешка · b1 чёрный слон · d1 чёрный конь · e1 белый ферзь | d8 чёрный слон · b7 чёрный ферзь · c7 чёрная пешка · f7 чёрная пешка · b6 белая пешка · d6 белая пешка · f6 белая ладья · h6 белый король · b5 белая пешка · d5 чёрный король · f5 белая пешка · c4 белая ладья · b3 белый слон · f3 белая пешка · g3 чёрная пешка · d2 белая пешка · b1 чёрный слон · d1 чёрный конь · e1 белый ферзь | d8 чёрный слон · b7 чёрный ферзь · c7 чёрная пешка · f7 чёрная пешка · b6 белая пешка · d6 белая пешка · f6 белая ладья · h6 белый король · b5 белая пешка · d5 чёрный король · f5 белая пешка · c4 белая ладья · b3 белый слон · f3 белая пешка · g3 чёрная пешка · d2 белая пешка · b1 чёрный слон · d1 чёрный конь · e1 белый ферзь | d8 чёрный слон · b7 чёрный ферзь · c7 чёрная пешка · f7 чёрная пешка · b6 белая пешка · d6 белая пешка · f6 белая ладья · h6 белый король · b5 белая пешка · d5 чёрный король · f5 белая пешка · c4 белая ладья · b3 белый слон · f3 белая пешка · g3 чёрная пешка · d2 белая пешка · b1 чёрный слон · d1 чёрный конь · e1 белый ферзь | d8 чёрный слон · b7 чёрный ферзь · c7 чёрная пешка · f7 чёрная пешка · b6 белая пешка · d6 белая пешка · f6 белая ладья · h6 белый король · b5 белая пешка · d5 чёрный король · f5 белая пешка · c4 белая ладья · b3 белый слон · f3 белая пешка · g3 чёрная пешка · d2 белая пешка · b1 чёрный слон · d1 чёрный конь · e1 белый ферзь | d8 чёрный слон · b7 чёрный ферзь · c7 чёрная пешка · f7 чёрная пешка · b6 белая пешка · d6 белая пешка · f6 белая ладья · h6 белый король · b5 белая пешка · d5 чёрный король · f5 белая пешка · c4 белая ладья · b3 белый слон · f3 белая пешка · g3 чёрная пешка · d2 белая пешка · b1 чёрный слон · d1 чёрный конь · e1 белый ферзь | 1 |
|   | a | b | c | d | e | f | g | h |   |

1.Фe8! (~ 2.Ф:f7+) 

1…cb 2.Лa4+! Kpc5 3.d4#, 

1…cd 2.Лc6+! Kpd4 3.Лf:d6#, 

1…c5 2.Лe4+! c4 3.Фe5#, 

1…c6 2.Лc2+! Кpd4 3.Фe4# 

Пикенинни (четырёхкратная игра чёрной пешки) и «большой крест» белой ладьи.